# ポンズ (トイレタリー)
ポンズ（英語名：POND'S）は、ユニリーバ (Unilever PLC) のトイレタリーブランドの名前。

## 概要
1846年、アメリカのセロン・T・ポンズ博士が、ウィッチ・ヘーゼルの抽出液をつくり、そこからコールドクリームを作られたのが始まりとされている。
日本では、1987年に日本リーバ（現：ユニリーバ・ジャパン）が販売を開始。 

## ラインナップ
コールドクリームシリーズ（ふき取るタイプ、洗い流すタイプ）
ポンズの原点となる商品。
ダブルホワイトシリーズ（美白モイストローション、美白モイストミルク、美白モイストクリーム）
昼用と夜用のものが別にラインナップされているのが特徴。
クリアフェイス（クリームクレンジング）
韓植物由来の成分が入っているのが特徴。
ポアホワイト（クレンジングオイル、クリーミージェル、洗顔フォーム）
毛穴黒ずみのケアに注力した商品。
ブラッククリーン（オイル泡クレンジング、クリーミージェル、洗顔フォーム）
黒米の保湿成分や竹炭の洗浄効果を取り入れた商品。
エイジビューティー（クリームクレンジング、クリーミークレンジング、洗顔フォーム）
エイジングケアに注力した商品。10年以上の歳月をかけ、研究開発し、製品化に成功したCLA4（セタノール・リノール酸誘導体・乳酸誘導体・アセタミドMEA）と呼ばれる肌ハリ成分を配合しているのが特徴。

## その他
- 過去には女性芸能人がテレビコマーシャルに起用されていた経歴があり、前田美波里が「ポンズ コールドクリーム」に、柴咲コウが「ポンズダブルホワイト」に、大塚愛が「ポンズ ポアホワイト」に、黒谷友香が「ポンズ ブラッククリーン」にそれぞれ起用されていた。
- 2010年10月から、「POND'S × 宝塚歌劇」のコンセプトで、POND'Sのキャンペーンが展開され、イメージキャラクターに宝塚歌劇団の89期生男役スター（望海風斗、明日海りお、蓮城まこと、美弥るりか、凪七瑠海）が起用され、彼女たちが出演するミニ番組『On/Offの秘密』が日本テレビと読売テレビで放送を開始。
- 2014年春からクリームを使用したフェイスマッサージをレクチャーするCMを放映開始。「うふふマッサージ」と題し、EPOの『う、ふ、ふ、ふ、』を替え歌にしている。なお、CMソングはEPO本人の歌唱である。